# Eppenhuizen
Eppenhuizen (Gronings: Eppingehoezen, Eppenhoezen of Epmhoezn) is een klein wierdedorp in de gemeente Het Hogeland in de provincie Groningen in Nederland. Het bestaat uit wat lintbebouwing langs de Eppenhuizerweg nabij de weg van de Eemshaven naar Uithuizen. De meeste bebouwing bestaat uit voormalige arbeidershuisjes. 
Het officiële aantal inwoners van het dorp per 1 januari 2023 is onbekend, omdat het CBS de BAG-woonplaats "Eppenhuizen", niet als zodanig afgebakende wijk/buurt heeft ingedeeld, maar gebaseerd op een dorpstelling heeft het dorp ongeveer 70 inwoners. 
Voor het CBS maakt Eppenhuizen onderdeel uit van de veel grotere buurt "Buitengebied Kantens".

## Naam en geschiedenis
De naam Eppenhuizen komt voor as Eppinghahusum in 1390 en als Eppinghehusen in 1478. De betekenis is 'bij de huizen van (de lieden van) Eppo' (ook Eppa of Eppe). Deze Friese mansnaam komt nog steeds voor. Overigens is niet iedereen het met deze naamsverklaring eens. Een oude schimpnaam voor de bewoners is 'Blaauwhozen' ("blauwkousen").
Het dorp is ontstaan op een wierde, maar het is onbekend of het hier om een wierde gaat of om meerdere wierden die in de loop der tijd aan elkaar gegroeid zijn. De huidige wierde heeft een hoogte van ongeveer 1,6 meter boven NAP. In de bodem zijn enkele tientallen middeleeuwse bolpotscherven gevonden. Op de wierde bevinden zich onder andere de kerk en het kerkhof. Een deel van de ringsloot is nog aanwezig. Bij het dorp begint het Eppenhuistermaar, dat bij Zandeweer de naam Zandeweerstermaar krijgt en ten slotte uitmondt in het Boterdiep. Dit maar vormde vroeger de opvaart van het dorp met de buitenwereld.
In de eerste helft van de 20e eeuw bevond zich enige nijverheid in het dorp, waaronder een tweetal cafés (waarvan een ook bakker en kruidenier was), een smederij (later afgebroken) en een schoenmakerij (later afgebroken).

## Gebouwen

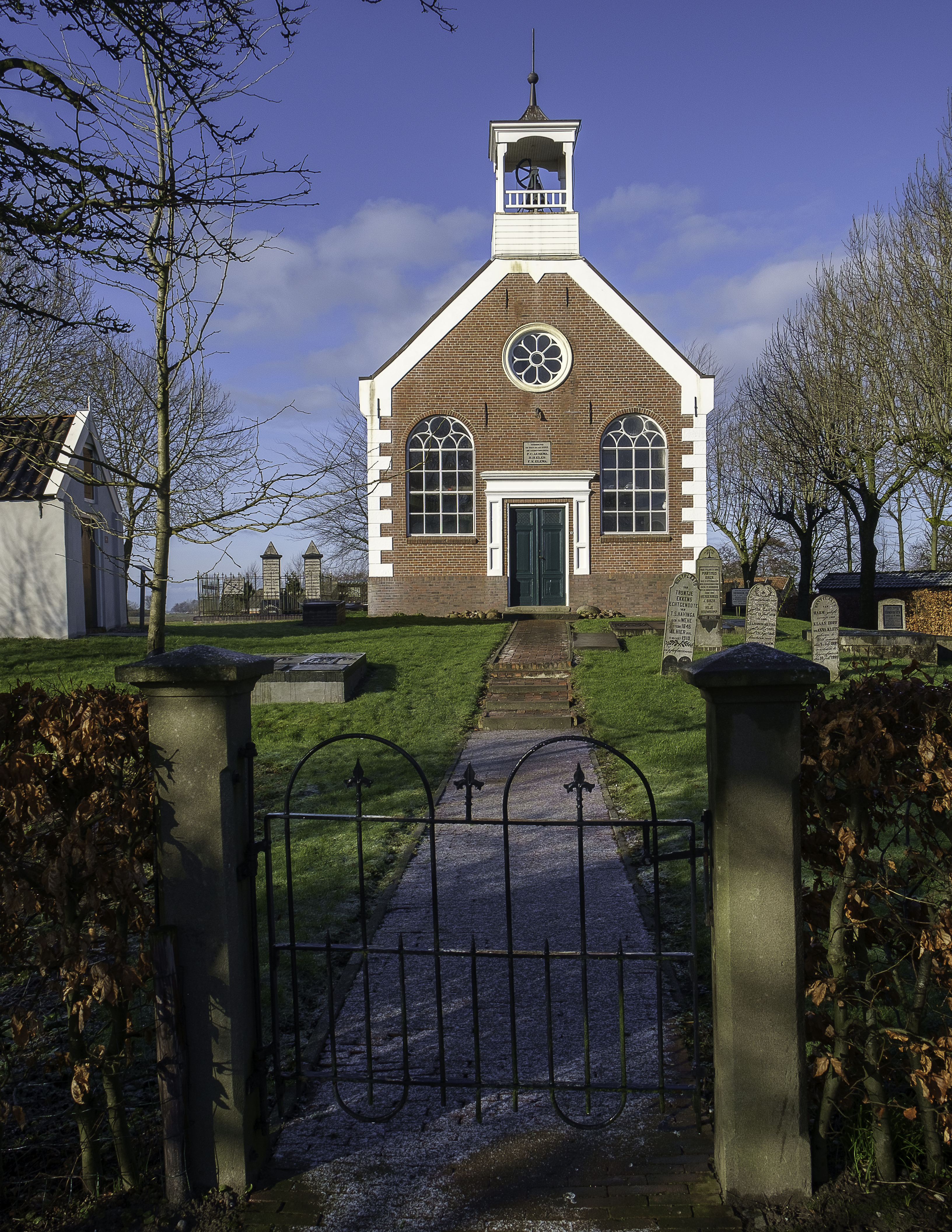
Voorzijde van de kerk

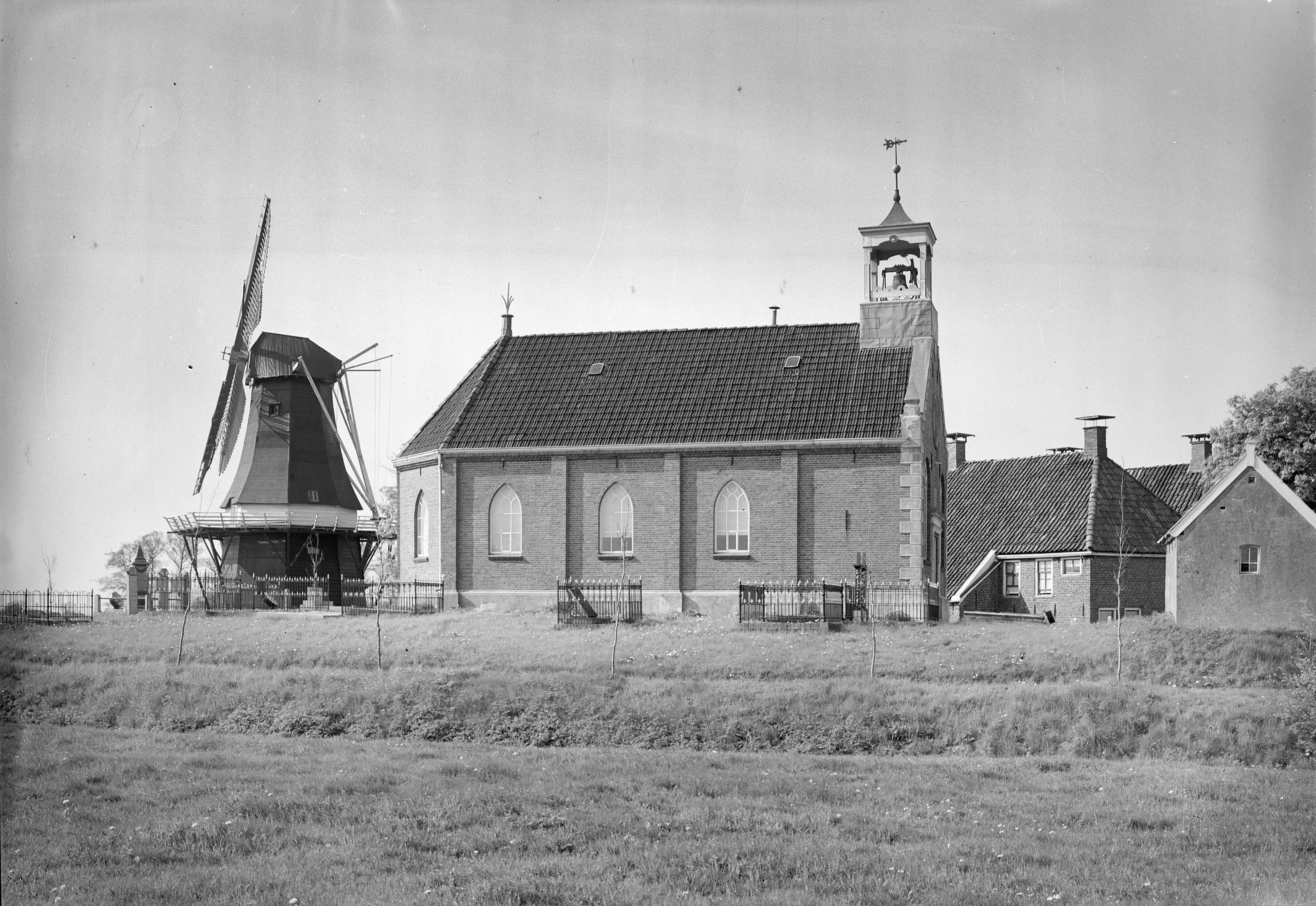
De kerk in 1940 met links de later afgebroken korenmolen Hoop op Behoud en rechts tussen kerk en baarhuisje de later afgebroken pastorie

### Kerk
Tussen de weg en het dorp staat een in 1882 gebouwd zaalkerkje. Het kerkje is op de plaats gekomen van de eveneens in 1882 afgebroken 15e-eeuwse Mariakerk met een daarvan losstaande toren. De kerk vormde de eerste predikplaats van De Cock. In de dakruiter hangt een klok uit het bouwjaar. De preekstoel uit 1755 is aangewezen als rijksmonument. Op de preekstoel staan de wapens van Albert Adriaan Van Lijnden en Johanna Wilhelmina van Lewe van Aduard van de Klinkenborg te Kantens. Op de plek van de oude toren staat een baarhuisje met vlieggaten voor duiven, waarmee het het enige baarhuisje in Groningen is met de functie van duiventil. In 1976 werd de laatste dienst gehouden in het kerkje. Een groep inwoners heeft in 2002 de kerk overgenomen en het schip vervolgens provisorisch  verbouwd tot woning voor een kunstenaar, terwijl het koor weer een openbare functie kreeg. Vanaf 2017 is het schip van de kerk ingericht en in gebruik als fotostudio.

### Steenhuis
Ten oosten van het dorp, halverwege het land richting de Dijkumerweg, stond afgaande op de naam vroeger waarschijnlijk een steenhuis aan zuidzijde van de toenmalige Oude Maar of Steenklipstertocht. Op de plek bevindt zich nog altijd veel puin. Er zijn resten van bolpotscherven gevonden uit de 13e en 14e eeuw. In 1608 werd gesproken van een 'steenklip' op deze plek, wat reeds een verwijzing lijkt te zijn naar de aanwezigheid van veel stenen van een verdwenen steenhuis in de bodem. Deze plek wordt later aangeduid als de heerd Ewsuma of Eusema en omvatte toen naast een behuizingen ook onder andere 81 grazen land, hoven, legersteden in de kerk van Eppenhuizen en diverse heerlijkheden en gerechtigheden. In 1858 werd deze boerderij verplaatst naar de Dijkumerweg. Het perceel waarop de boerderij stond, werd later tot onderdeel gemaakt van een groter perceel. 

### School
De school van het dorp stond vroeger vast aan de kosterij. In 1823 werd een nieuwe school los van de meesterswoning gebouwd. Het jaar erop droeg de kerkvoogdij de school over aan de toenmalige gemeente Kantens. Het was een klein schooltje: In 1838 waren er 16 leerlingen, in 1857 31 en in 1862 24 leerlingen. In dit laatste jaar werd de school afgekeurd en moest noodgedwongen les worden gegeven in het koor van de kerk. In 1865 kwam een nieuwe school gereed, die in 1887 werd verbouwd. De oude school werd eerst een tijdlang verhuurd, maar werd vervolgens afgebroken. 

In de eerste helft van de 19e eeuw was H.R. Hommes, schoolmeester in Eppenhuizen. ergens in de periode 1828 - 1832 heeft hij in opdracht van districtschoolopzieners een schoolmeestersrapport opgesteld van zijn ervaringen met het leven en de bewoners in Eppenhuizen (of Eppingehuizen). Hij omschrijft de dagelijkse werkzaamheden, vrijetijdsbesteding, het karakter van de inwoners: 
"Zy zyn nastig zuinig, oplettende op hunne belangen, getrouw in hun woord, vriendelijk, vredelievend, inschikkelyk, gastvry, eenvoudig, weinig gemanierd, zeer verkleefd aan oude gewoonten, vry naauwgezet in het waarnemen van de godsdienst, en dryven veel handel met de voortbrengselen van het land en hun vee met de stad Groningen. ’s Morgens om 2 a 3 uur staat men hier algemeen op, en begeeft zich ’s avonds om 8 a 9 uur weder ter ruste. ’s Morgens om 7 uur wordt er ontbeten, om 8 uur heet het brytyd, ’s middags om 12 uur geniet men het middageten, en ’s avonds om 6 uur nuttigt met het avondeten. (x)(x) N.B. Van halfweg November tot in het laatst van February eet men ’s avonds om 5 uur envan dien tyd tot aan de helft der maand April om 5 ½ uur. De meeste inwoneren scheppen hun vermaak en hunne uitspanningen daarin, dat zy nu en dan een nadenmiddag toertje te voet te paard, met de chais of met den wagen doen. Van de jagt en de visschery bedienen zy zich weinig. De kermissen worden trouw door hun bezocht, vooral de stads-, de Zuidlaarder- de Slochter-, de Uithuizer-, de Loppersummer-, de Warfummer-, de Appingadamster-, en Norger kermis. Ook de zoogenaamde boeldagen zyn aan onze inwoners heele feestdagen. Geheele nachten kan men in het huis waar de uitmyning gescheidt is, doorbrengen. Geeft de eene aan den anderen een bezoek (x), dan geschiedt zulks veelal na den avonddisch. Men gaat onaangediend ten huize in, verwelkomt de bewoners met een: goun aavond joe allen! en een: hou gait? en gaat weder vertrekken met een: goun aavond joe allen! De inwoners tafelen niet met hunne boden, maar de man, vrouw en kinderen des huizes, eten alleen in het bin- (binnen) of middelhuis, terwyl de dienstboden achter moeten aanzitten. Zy houden eene naar hunnen stand en arbeid geëvenredigde tafel. By het trouwen hebben geene byzondere plegtigheden plaats, komende de bruilofsfeesten geheel in onbruik. Komt iemand te overlyden, dan worden alle nabestaanden en bekenden door de huisgenooten der overledene op den dag van de begraving ten sterfhuize verzocht, ten einde de overledene naar de begraafplaats te begeleiden, dewelke zulks doen, door by paren achter den lykwagen of de lykbaar aan te loopen, eerst de mannen en daarna de vrouwen. Als het lyk ten aarde besteld is, gaat de gansche trein weder naar het sterfhuis, waar men als dan eenen heerlyken maaltyd houdt.
(x) Ook geschiedt zulks vaak zondags na den middag na het eindigen van de godsdienst.”
Ook geeft hij een kijkje in het gesproken dialect van een dagelijks gesprek:
"Onze inwoners spreken, naar het my voorkomt, den plat Duitschen tongval. Ten einde de Commissie van Onderwys een duidelyk denkbeeld van onze platte taal te geven, heb ik eene zamenspraak in dezelve opgesteld.
A. (Die aan B een bezoek gaf) Goun aavond joen allen! hou gait? nog zond?
B. Goun aavond A! ’ t gait mi goud, hou gait joe!
A. Mi goud!
B. (Tegen A.) Tou trek’n stoul an! (Tegen zyne vrouw) Dug A. de tebak rais. (Tegan A.) hou gait ’t hoes?
A. De kiender bin goud zond, maar ’t wief is kepot. z’is hyl nyt goud ien de hoed.
B. Het ’t al laank duurt?
A. Nee. Eergûster het ze nog te pestoors west, en is mit zeert in de kop t hoes komen.
B. Zoo? dat ’s jae döl jong. Heb ie ook mit naa pestoor west?"
Voor de schoolmeester Sypko Havinga werd in 1871 een schoolmeesterswoning gebouwd aan de Eppenhuizerweg 26. De initialen van hem en zijn eerste vrouw (Janna Wildeveld, 1839-1871, overleden in Eppenhuizen), samen met het bouwjaar, staan nog in de muur bij het voorportaal van het nog bestaande pand. Hij overleed 16 oktober 1913 aan de Kolfstraat 9 in Groningen, ruim na zijn pensioen. In 1910 werd een nieuwe meesterswoning gebouwd, die zich ook nog altijd bevindt aan de Eppenhuizerweg 28. In 1932 telde de school nog 40 leerlingen. In 1938 was het aantal leerlingen echter gedaald tot 21 leerlingen en werd deze te klein bevonden door Gedeputeerde Staten van Groningen en kreeg de gemeente opdracht deze te sluiten. De gemeente ging hiertegen nog in beroep bij koningin Wilhelmina, maar deze bevestigde het vonnis. In mei 1939 werd de school gesloten en moesten de leerlingen voortaan naar Zandeweer. De school werd vervolgens verbouwd tot 2 woningen, maar werd in 1975 wegens bouwvalligheid gesloopt.

### Molen Hoop op Behoud
Ten zuiden van de driesprong van de Kantsterweg met de Eppenhuizerweg heeft de koren- en pelmolen Hoop op Behoud gestaan. Deze werd in 1858 gebouwd als stellingmolen door molenmaker Heinrich Bremer uit Middelstum en stond op stiepen, net als de molen Ceres in het dorp Spijk onder Delfzijl. In 1939 werd de molen hersteld, maar vanaf 1945 werd de molen niet langer onderhouden. In 1952 werd het laatste koren gemalen, waarna de stelling als gevolg van een zware storm in 1953 deels van de molen viel. In 1955 werd de molen in weerwil van zijn naam toch gesloopt. In een weiland vlak bij de kerk zijn nog wel brokstukken te vinden van de oude molensteen.

### Boerderijen
Aan de Eppenhuizerweg 15 ten zuidoosten van het dorp staat de kop-hals-rompboerderij Leliënhof uit 1915 (ontwerp: Tamme van Hoorn) met een voorhuis met een afgeknot schilddak en twee grote schuren. In de voorgevel bevindt zich het wapen van de familie Elema. Aan de Kantsterweg 4 ongeveer 2 kilometer ten zuidwesten van het dorp staat de villaboerderij Forma-Elema-Stee in de stijl van de Amsterdamse School met een dwarshuis uit 1936 en een tweekapsschuur uit 1927. Deze boerderij is aangewezen als rijksmonument. Op de plek van het vroegere voorhuis ligt nu een boomgaard.

### Overige gebouwen
De oude pastorie stond rechts van de kerk. In 1956 werd de pastorie verkocht aan een particulier. Later werd de woning wegens bouwvalligheid afgebroken. Het dorp heeft ook een armenhuis (met twee kamers) en een kosterij gehad.

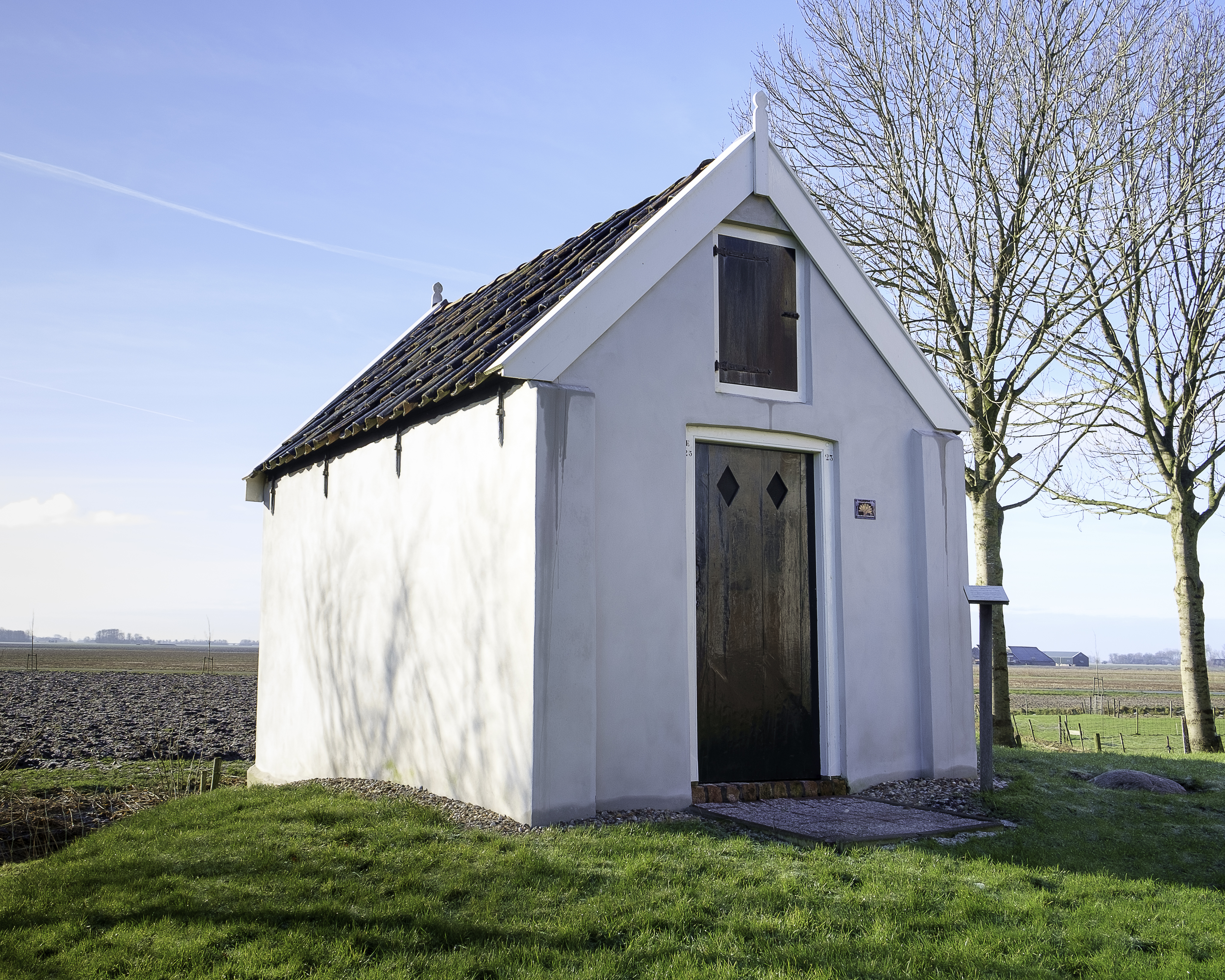
Baarhuisje bij de kerk op de plek van de oude toren
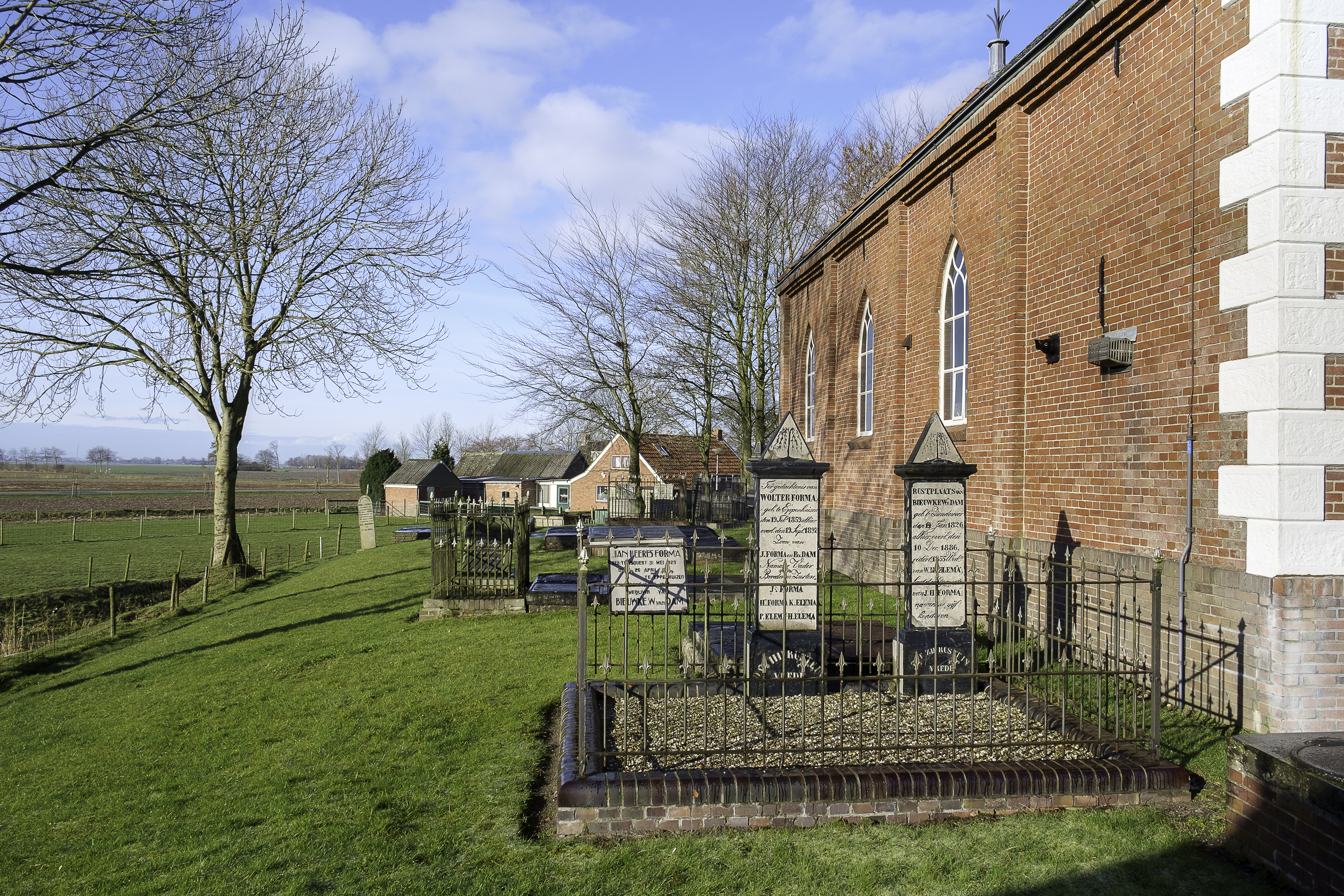
Kerkhof naast de kerk
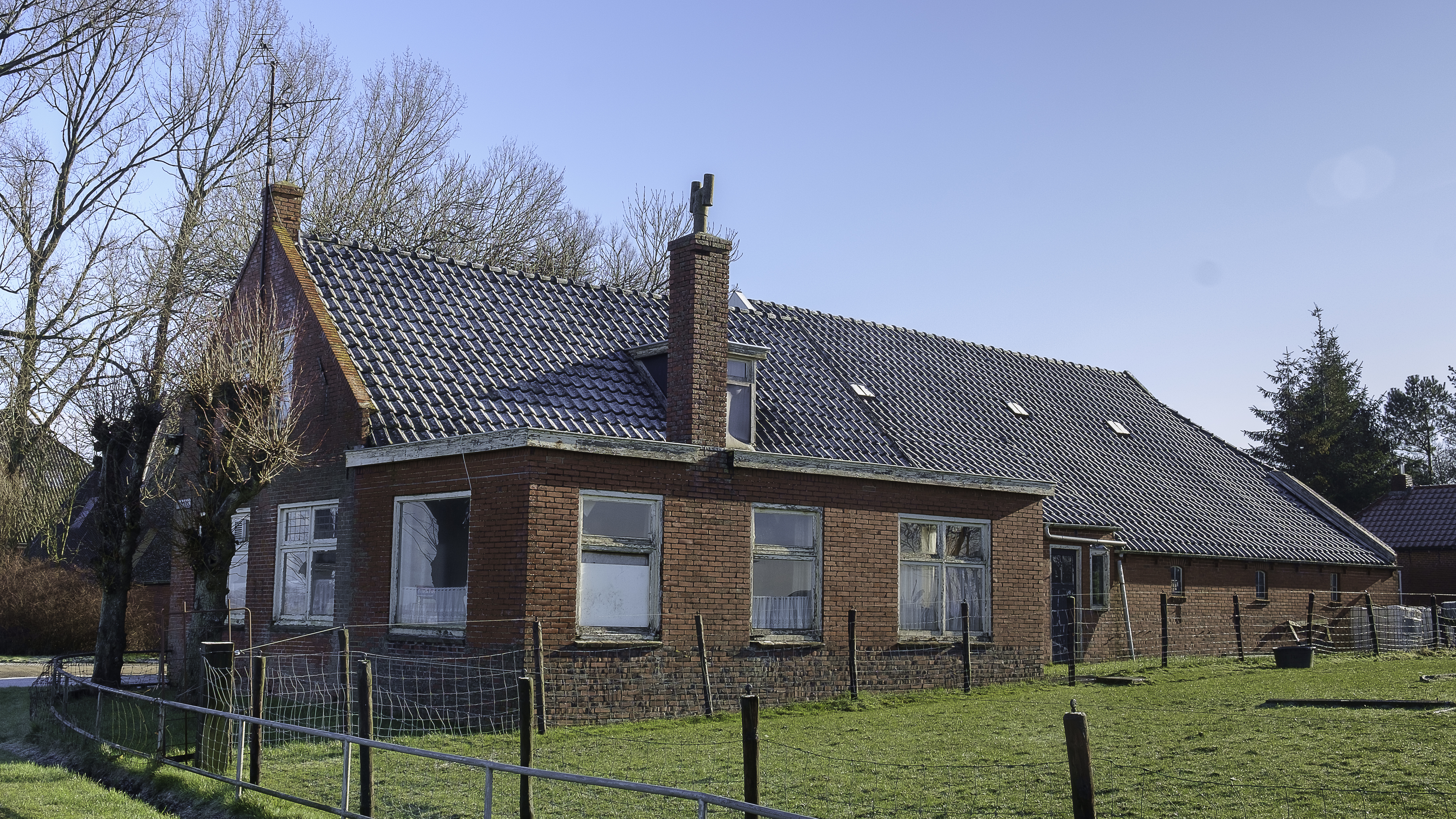
Het voormalige café Bos uit 1928 aan de westelijke ingang van het dorp
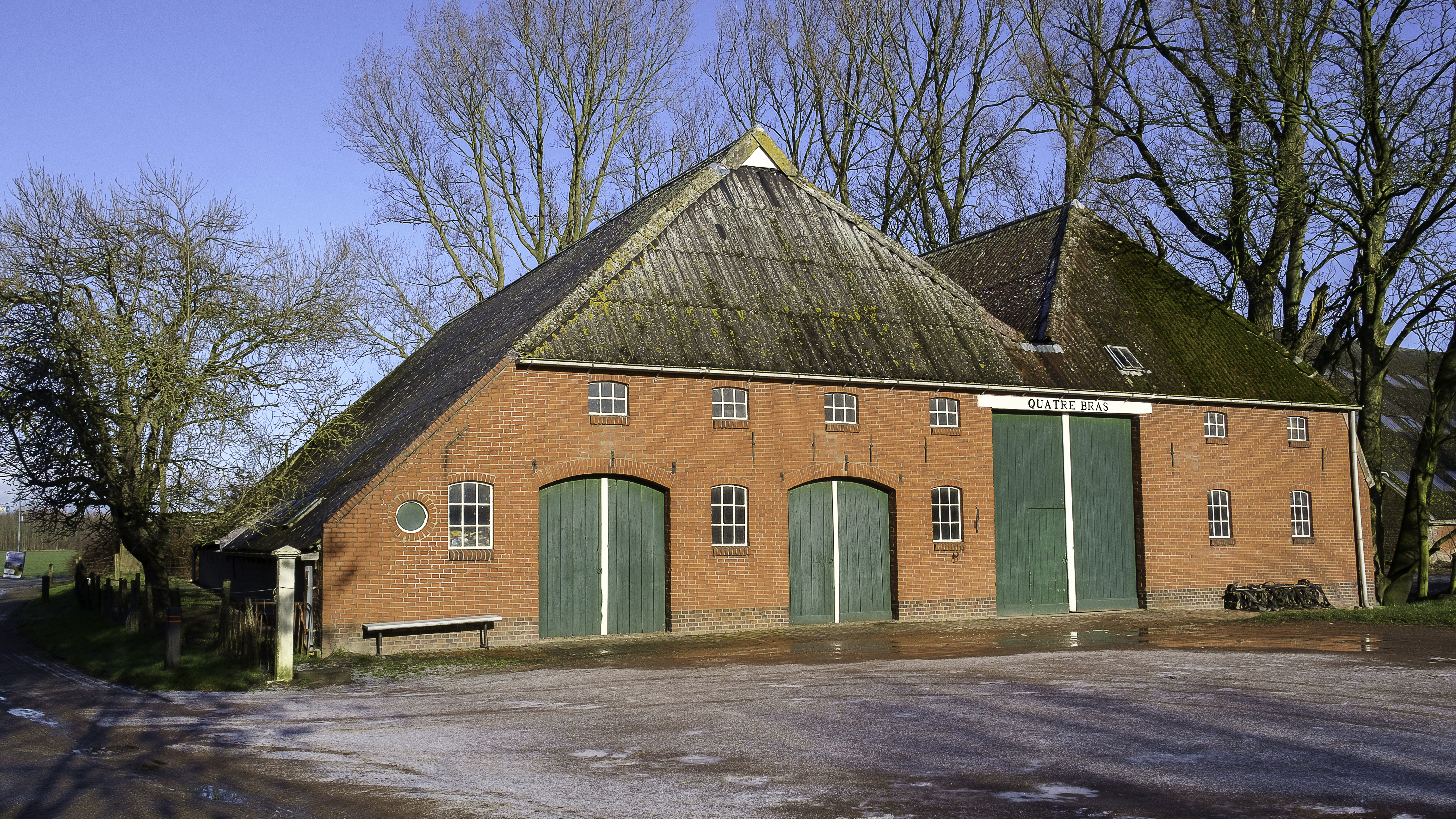
Boerderij Quatre Bras uit 1880 aan westzijde van het dorp
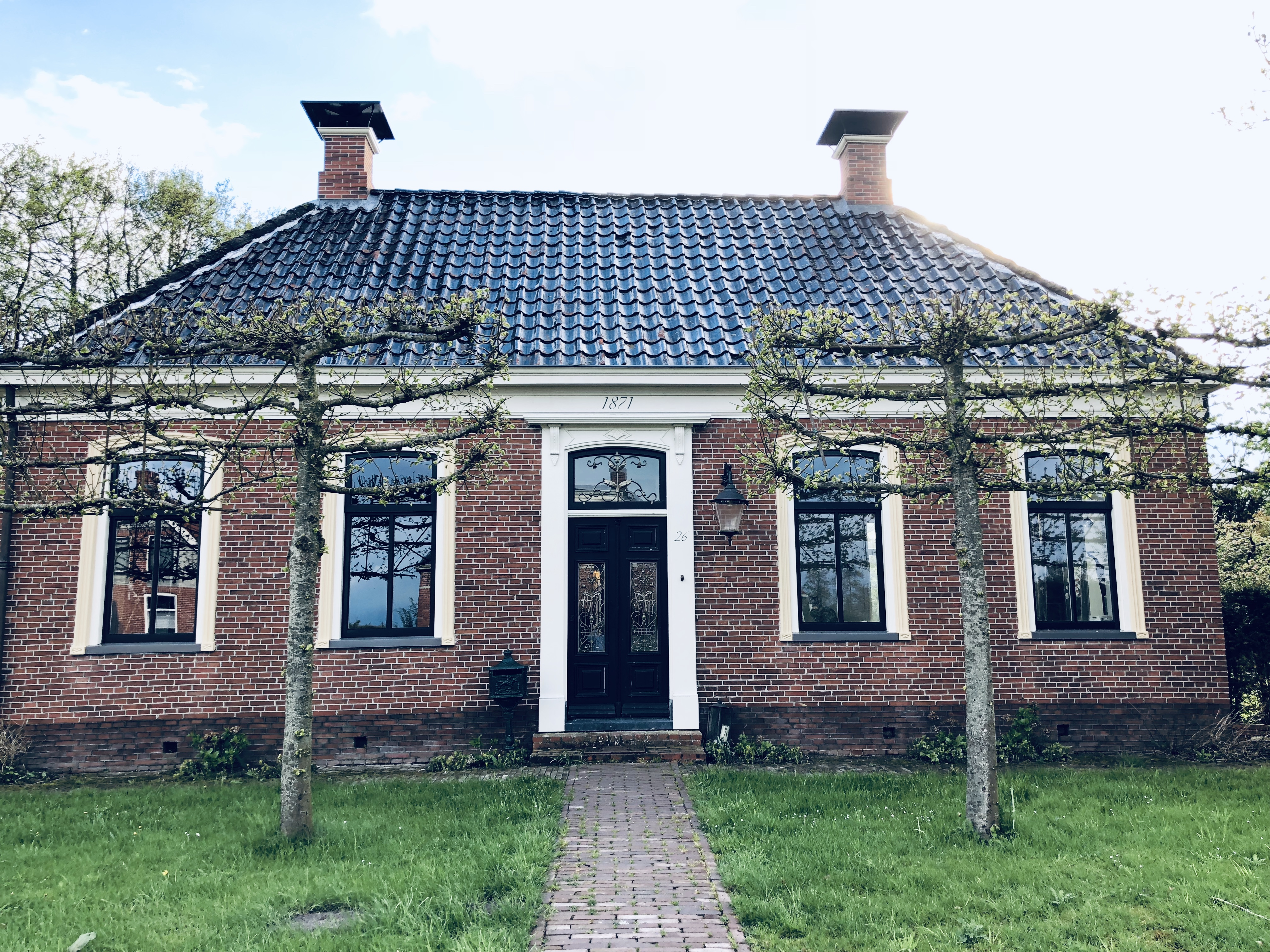
Schoolmeesterswoning bouwjaar 1871 van type dwarshuis. Nu monument